# Bīsheh Maḩalleh
Bīsheh Maḩalleh (persiska: بيشه محله) är en ort i Iran.   Den ligger i provinsen Mazandaran, i den norra delen av landet, 130 km nordost om huvudstaden Teheran. Antalet invånare är 207.
Terrängen runt Bīsheh Maḩalleh är platt. Runt Bīsheh Maḩalleh är det tätbefolkat, med 286 invånare per kvadratkilometer. Närmaste större samhälle är Āmol, 14,5 km sydväst om Bīsheh Maḩalleh. Trakten runt Bīsheh Maḩalleh består till största delen av jordbruksmark.